# Reinhold Lode
Reinhold Lode, född 1679 i Estland, död 1733, var en svensk militär.
Reinhold Lode var son till ryttmästaren Reinhold Lode och Anna Helena von Wrangell och bror till Johan Wilhelm Lode. Han blev officer 1693 och var 1697 kapten vid kurfurstens av Pfalz garde till fot. År 1700 blev han adjutant i livdrabantkåren, korpral 1711 och 1716 överstelöjtnant vid Smålands femmänningsinfanteriregemente. Lode blev 1716 överstelöjtnant vid Skånska tremmänningskavalleriregementet, sekundöverste 1717 och var överste och chef för Skånska tremänningskavalleriregementet. 1728 blev han överstelöjtnant vid Jämtlands regemente. Han hade enligt sin meritlista deltagit i striderna vid Huy, Namur, Narva, Klissow, Putulsk, Thorn, Grodno, Reusch-Lemberg, Fraustadt, Holofzin, Horodno, Poltava, kalabaliken i Bender, Stresow samt belägringen av Stralsund och endast sårats i foten.